# Careless Love (musikalbum)
Careless Love är ett musikalbum från 2004 av den amerikanska jazzsångerskan Madeleine Peyroux. Det är hennes andra album och det första i ett långvarigt samarbete med producenten Larry Klein. Careless Love har sålt mer än 1 miljon exemplar världen över och gjorde Peyroux berömd.
Sången Don't Wait Too Long har använts i reklam för Dockers.

## Låtlista
1. "Dance Me to the End of Love" (Leonard Cohen) – 3:58
2. "Don't Wait Too Long" (Madeleine Peyroux/Jesse Harris/Larry Klein) – 3:12
3. "Don't Cry Baby" (Saul Bernie/James Johnson/Stella Unger) – 3:18
4. "You're Gonna Make Me Lonesome When You Go" (Bob Dylan) – 3:28
5. "Between the Bars" (Steven Paul Smith) – 3:45
6. "No More" (Salvador Camarata/Bob Russell) – 3:33
7. "Lonesome Road" (Gene Austin/Nathaniel Shilkret) – 3:12
8. "J'ai deux amours" (Vincent Scotto/Géorges Koper/Henri Varna) – 2:56
9. "Weary Blues" (Hank Williams) – 3:41
10. "I'll Look Around" (George Cory/Douglas Cross) – 4:49
11. "Careless Love" (W.C. Handy/Martha Koenig/Spencer Williams) – 3:52
12. "This Is Heaven to Me" (Frank Reardon/Ernest Schweikert) – 3:12

## Medverkande
- Madeleine Peyroux – sång, gitarr
- Dean Parks – gitarr
- Larry Goldings – piano, orgel
- David Piltch – bas
- Jay Bellerose – trummor, slagverk
- Scott Amendola – borstar (10)
- Lee Thornburg – trumpet (6, 12)